# Coachella (Californie)
Pour les articles homonymes, voir Coachella.
Coachella est une municipalité américaine du comté de Riverside, en Californie. Sa population était de 40 704 habitants au recensement de 2010.
La ville est principalement connue pour son festival.

## Démographie
| 1950  | 1960  | 1970  | 1980  | 1990   | 2000   |
| ----- | ----- | ----- | ----- | ------ | ------ |
| 2 755 | 4 854 | 8 353 | 9 129 | 16 896 | 22 724 |

| 2010   | - | - | - | - | - |
| ------ | - | - | - | - | - |
| 40 704 | - | - | - | - | - |